# Макс Ре
Макс Ре (англ. Max Rée; 7 жовтня 1889, Копенгагені, Данія — 7 березня 1953, Лос-Анджелес, США) — данський художник по костюмах і художник-постановник. Він виграв премію Американської кіноакадемії за найкращу роботу художника-постановника над фільмом «Сімаррон».

## Вибрана фільмографія
- 1927: Приватне життя Єлени Троянської / The Private Life of Helen of Troy
- 1928: Пастка / The Noose
- 1928: Зазивало / The Barker
- 1929: Закоханий волоцюга / The Vagabond Lover
- 1929: Стомлена річка / Weary River
- 1930: Половина пострілу на світанку / Half Shot at Sunrise
- 1930: Зозулі / The Cuckoos
- 1930: Випадок із сержантом Гріша / The Case of Sergeant Grischa
- 1931: Сімаррон / Cimarron